# James Patrick Green

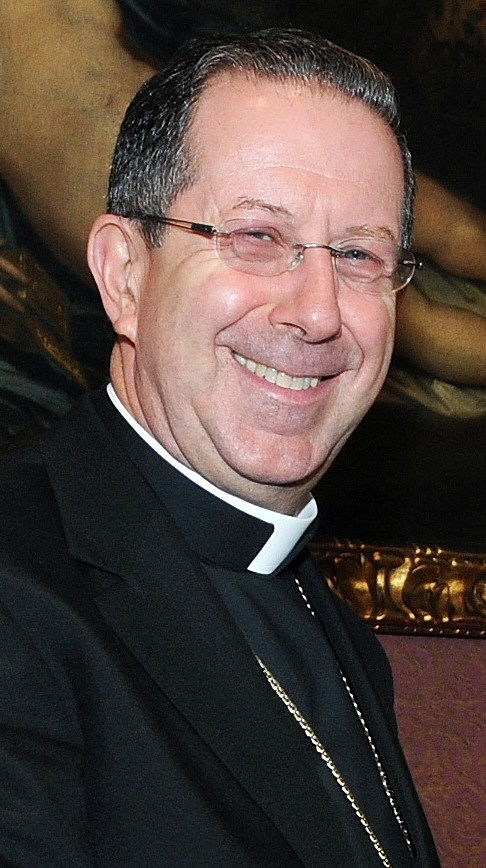
James Patrick Green (2012)

James Patrick Green (* 30. Mai 1950 in Philadelphia, USA) ist ein US-amerikanischer Geistlicher, römisch-katholischer Erzbischof und Diplomat des Heiligen Stuhls.

## Leben
James Patrick Green empfing am 14. Juni 1969 durch Erzbischof John Joseph Kardinal Krol das Sakrament der Priesterweihe für das Erzbistum Philadelphia. Papst Johannes Paul II. verlieh ihm am 4. Mai 1988 den Ehrentitel Kaplan Seiner Heiligkeit (Monsignore).
Am 17. August 2006 ernannte ihn Papst Benedikt XVI. zum Titularerzbischof von Altinum und bestellte ihn zum Apostolischen Nuntius in Südafrika und Namibia sowie zum Apostolischen Delegaten in Botswana. Die Bischofsweihe spendete ihm Kardinalstaatssekretär Angelo Sodano am 6. September desselben Jahres; Mitkonsekratoren waren der Präfekt der Kongregation für die Evangelisierung der Völker, Ivan Kardinal Dias, und der Erzbischof von Philadelphia, Justin Francis Kardinal Rigali. James Patrick Green wurde am 6. September 2006 zudem zum Apostolischen Nuntius in Lesotho und am 23. September 2006 zum Apostolischen Nuntius in Swasiland bestellt. Am 15. Oktober 2011 wurde James Patrick Green Apostolischer Nuntius in Peru. Als solcher spendete er 2014 Robert Francis Prevost, dem späteren Papst Leo XIV. die Bischofsweihe.
Papst Franziskus ernannte ihn am 6. April 2017 zum Apostolischen Nuntius in Schweden und Island. Am 13. Juni 2017 wurde er zusätzlich zum Apostolischen Nuntius in Dänemark, am 12. Oktober desselben Jahres zum Apostolischen Nuntius in Finnland und am 18. Oktober zum Apostolischen Nuntius in Norwegen ernannt. Am 30. April 2022 nahm Papst Franziskus seinen Rücktritt von diesen Ämtern an.